# Дроплетон
Дроплетон або квантовий дроплет, квантова крапля — штучна квазічастинка, є сукупністю електронів та дірок всередині напівпровідника. 
Дроплетон - перша відома квазічастинка, яка поводиться як рідина. Експериментальне виявлення дроплетонів було анонсовано в статті журналу Nature 26 лютого 2014 року, де були наведені докази утворення дроплетонів всередині арсені́д-га́лієвої квантової ями внаслідок опромінення її надкороткими лазерними імпульсами. До цього експерименту передбачення існування дроплетонов не були відомі.
Попри на короткий час життя в 25 пікосекунд, дроплетони досить стабільні, аби бути доступними для дослідження. Дроплетони є цікавими об'єктами для вивчення квантової механіки. Дроплетон має ширину 200 нанометрів, як у найменшої бактерії, і можна очікувати, що квантовий дроплетон можна буде спостерігати візуально.
Примітки
1.Clara Moskowitz, 2014, February 26, «Meet the Dropleton-a Quantum Droplet That Acts Like a Liquid», Scientific American.
2. Quantum droplets of electrons and holes [Архівовано 1 березня 2020 у Wayback Machine.].  Nature (26 February 2014). doi:10.1038/nature12994.